# Шартым
Шарты́м (баш. Шартым) — деревня в Учалинском районе Башкортостана. Входит в состав Сафаровского сельсовета.

## География
Расстояние до:
- районного центра (Учалы): 30 км,
- центра сельсовета (Сафарово): 6 км,
- ближайшей железнодорожной станции (Шартымка): 0 км.

## История
10 сентября 2007 года постановлением Правительства Российской Федерации деревня станции Шартымка переименована в Шартым.

## Население
| 2002 | 2009 | 2010 |
| ---- | ---- | ---- |
| 59   | ↗67  | ↘59  |